# Mitreo di Santa Prisca
Il mitreo di Santa Prisca è un mitreo situato sotto l'omonima chiesa sull'Aventino a Roma. Occupa l'area a nord della chiesa ed è completato ad est da un quadriportico, che verso il 110 d.C. venne trasformato in abitazione.

## Storia
Gli scavi, iniziati nel 1934 da studiosi olandesi, hanno messo in luce vari ambienti che inizialmente dovettero far parte di una casa privata, poi riconvertita al culto di Mitra. Dai bolli laterizi si è pervenuti alla data del 95 d.C. o immediatamente dopo. Verso il 400 l'edificio venne distrutto violentemente, probabilmente ad opera dei cristiani impegnati nella costruzione della vicina chiesa.
Prima del Mitreo si è ipotizzato che qui si trovassero i Privata Traiani, la casa di Traiano prima di divenire imperatore, anche se è più probabile che qui vivesse Licinio Sura, vista la vicinanza con le Terme Surane.

## Descrizione

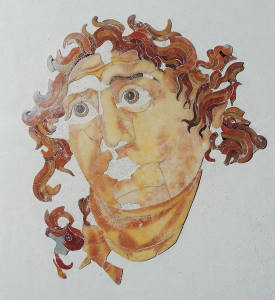
Testa di Helios (o Sol) dal mitreo di Santa Prisca

L'accesso al mitreo oggi avviene da una scala sul lato destro della chiesa. Per primo si incontra un ninfeo absidato, nel quale è stato adattato un piccolo museo degli scavi, dove spicca un Sol in opus sectile e alcune teste di stucco tra le quali una di Serapide, appartenenti alle decorazione del mitreo. Un ambiente vicino, di piccole dimensioni, mostra il riutilizzo di alcuni rocchi di una colonna in peperino del diametro di 90 cm, riciclata probabilmente da un tempio repubblicano.
Dopo aver attraversato la cripta della chiesa si arriva all'ambiente V, una sorta di atrio al mitreo più antico che poi venne integrato allargando la porta di passaggio e aggiungendovi banconi laterali. 
Lo spaeleum vero e proprio è una sala di 11,25x4,20 metri, che era decorata da figure in stucco sulla parete di fondo completate da pitture, che risalgono alla seconda fase della storia del mitreo. Le due nicchie poste all'ingresso dovevano contenere le statue di Cautes e Cautopates, i due portatori di fiaccola di mitra, delle quali si è conservata solo la prima, probabilmente riadattata con lo stucco a partire da un Mercurio. La nicchia sulla parete di fondo è decorata dalla consueta tauroctonia (Mitra che uccide il toro), ma è molto originale, sia per la nudità del Dio, sia per il Saturno sdraiato modellato da pezzi di anfore ricoperte di stucco. A sinistra della nicchia si vede un grande graffito, probabilmente opera di un iniziato, che reca inciso la data di nascita (intesa come rinascita dopo l'iniziazione) al 21 novembre 202, che testimonia anche come a quell'epoca il mitreo esistesse già.
Le due pareti laterali sono coperte da pitture di grande interesse al di sopra dei banconi, che si interrompono in un punto della parete destra dove originariamente si trovava una porta poi chiusa e trasformata in trono. Le pitture sono disposte su due strati, dai soggetti simili. La parte più significativa si trovava sulla parete destra (da sinistra a destra):
- Uomo seduto con berretto frigio vestito di rosso, a sinistra della cui testa compare l'iscrizione Nama [patribus] / ab oriente / ad occidente[m] / tutela Saturni.
- Personaggio giovanile con nimbo e globo in mano, con iscrizione: [na]mai tute[l]a S[ol] is. Qui si vede sotto l'intonaco caduto anche l'iscrizione dello strato inferiore: nama h[el]iodrom[i]s / t[utela ...].
- Gambe e braccio destro di una figura, con iscrizione: [na]ma persis / tutela [Mer]curis.
- Personaggio poco visibile con iscrizione: nama l[e]on[i]b[us] / tutela Iovis.
- Personaggio posto di tre quarti che regge il mantello della figura precedente e tiene serrato contro il petto un oggetto tondeggiante, con l'iscrizione: nama militibus / tutela Mart[is].
- Personaggio in piedi con un oggetto rosso vivo in mano, con iscrizione: nama nyn[phis] / tut[ela...]; nello strato inferiore visibile dove è caduto l'intonaco si può leggere: [n]a[ma] nymph[i]s / tut[ela Ve]n[eri]s
- Tracce di un altro personaggio.

Il significato di questa di questa processione di personaggi è spiegato in una lettera di san Girolamo del 403: 
(Trad. da Filippo Coarelli, Guida archeologica di Roma, 1984)
Non è dimostrabile che san Girolamo parli dello stesso mitreo di Santa Prisca, ma comunque dovette almeno trattarsi di un caso analogo, più o meno riferibile agli stessi anni. Particolarmente interessante in questo testo è l'elenco dei gradi di iniziazione mitraici, che corrispondono, nel medesimo ordine, a quelli raffigurati sulle pareti del mitreo: in questo caso l'iscrizione mancante dell'ultimo personaggio sarebbe dovuta essere nama coracibus / tutela Lunae. Ciascuno dei sette gradi di iniziazione era tutelato da un pianeta e nama è una parola di origine persiana che significa "onore", "venerazione". Le varie iscrizioni dovevano quindi suonare come "onore al leone, protetto da Giove", e così via. La presenza dei pianeti nel culto mitraico è confermata anche dal pavimento del mitreo delle Sette Sfere a Ostia.
Sulla parete destra seguiva poi un corteo di personaggi reali, ciascuno col proprio nome, tutti al grado di leones, che trasportano rispettivamente un toro, un gallo, un montone, un cratere e un maiale; in alcuni punti si vede lo strato sottostante che doveva presentare una scena simile. Sulla parete sinistra continuava la processione dei leones e al termine del corteo, sulla destra, era raffigurata una grotta con quattro personaggi: Mitra e Sole sdraiati a banchetto, mentre le altre due (una con la testa di corvo) le servovo. Probabilmente è una simbologia lagata al patto di alleanza tra Mitra e il Sole.
Nelle stanze a sinistra dell'ambiente principale dovevano svolgersi le cerimonie di iniziazione ed altre funzioni varie.

## Edifici antichi vicini
Il complesso era adiacente alle Terme Surane, alimentata dall'Acqua Marcia (le cui arcate passavano proprio sul sito della chiesa) e confinava, verso sud con un'abitazione dove si trovava un grande ninfeo absidato. Al II secolo risale un edificio a due navate sul quale poggia la chiesa di Santa Prisca, forse il Titulus originario del luogo di culto. Poco distante alle terme, secondo la Forma Urbis si trovava un tempio, sicuramente un tempio repubblicano, ma non è sicuro se si tratti del tempio di Luna o del tempio di Vertumno. Dall'altro lato si trova invece il tempio di Diana.